# Aiako harria
Aiako harria este o arie protejată (arie specială de conservare — SAC, sit de importanță comunitară — SCI) din Spania întinsă pe o suprafață de 6.806,19 ha, integral pe uscat.

## Localizare
Centrul sitului Aiako harria este situat la coordonatele 43°15′37″N 1°50′14″W / 43.2602°N 1.8372°V.

## Înființare
Situl Aiako harria a fost declarat sit de importanță comunitară în decembrie 1997 pentru a proteja 1 specie de plante și 44 de specii de animale. Situl a fost protejat și ca arie specială de conservare în iunie 2013.

## Biodiversitate
Situată în ecoregiunea atlantică, aria protejată conține 9 habitate naturale: Mlaștini turboase de tranziție și turbării mișcătoare, Pajiști uscate europene, Formațiuni stabile xerotermofile de Buxus sempervirens pe pante stâncoase (Berberidion p.p.), Fânețe de joasă altitudine (Alopecurus pratensis, Sanguisorba officinalis), Formațiuni ierboase bogate în specii de Nardus, dezvoltate pe substraturi silicioase în zone montane (și în zone submontane, în Europa continentală), Pante stâncoase silicioase cu vegetație casmofită, Păduri de fag acidofile atlantice, cu subarboret de Ilex și, uneori, de asemenea, Taxus, la nivelul arbuștilor (Quercion robori-petraeae sau Ilici-Fagenion), Păduri de stejar galițio-portugheze cu Quercus robur și Quercus pyrenaica, Păduri aluvionare cu Alnus glutinosa și Fraxinus excelsior (Alno-Padion, Alnion incanae, Salicion albae).
La baza desemnării sitului se află mai multe specii protejate:
- plante (1): Soldanella villosa
- păsări (30): uliu porumbar (Accipiter gentilis), pescăruș albastru (Alcedo atthis), fâsă de pădure (Anthus spinoletta), mierla de apă (Cinclus cinclus), șerpar (Circaetus gallicus), erete vânăt (Circus cyaneus), porumbel gulerat (Columba palumbus), lăstun de casă (Delichon urbica), ciocănitoare neagră (Dryocopus martius), șoim călător (Falco peregrinus), șoimul rândunelelor (Falco subbuteo), muscar negru (Ficedula hypoleuca), vulturul pleșuv sur (Gyps fulvus), acvilă pitică (Hieraaetus pennatus), capîntortură (Jynx torquilla), sfrâncioc roșiatic (Lanius collurio), Leiopicus medius, gaia neagră (Milvus migrans), gaia roșie (Milvus milvus), mierlă de piatră (Monticola saxatilis), muscar sur (Muscicapa striata), pietrar sur (Oenanthe oenanthe), viespar (Pernis apivorus), Prunella collaris, Pyrrhocorax pyrrhocorax, sitar de pădure (Scolopax rusticola), turturică (Streptopelia turtur), silvie de tufiș (Sylvia undata), sturzul viilor (Turdus iliacus), sturz (Turdus pilaris)
- mamifere (6): liliac cârn (Barbastella barbastellus), Galemys pyrenaicus, liliac cu aripi lungi (Miniopterus schreibersii), liliacul mediteranean cu potcoavă (Rhinolophus euryale), liliacul mare cu potcoavă (Rhinolophus ferrumequinum), liliacul mic cu potcoavă (Rhinolophus hipposideros)
- nevertebrate (4): croitorul mare al stejarului (Cerambyx cerdo), Elona quimperiana, rădașcă (Lucanus cervus), Rosalia alpina
- pești (4): Alosa alosa, Parachondrostoma miegii, Petromyzon marinus, somonul (Salmo salar)

Pe lângă speciile protejate, pe teritoriul sitului au mai fost identificate 6 specii de plante, 12 specii de păsări, 2 specii de amfibieni, 5 specii de mamifere, 2 specii de pești, 5 specii de reptile.